# Stare Bielany
Stare Bielany (nome ufficiale: A21 Stare Bielany) è una stazione della linea M1 della metropolitana di Varsavia. È stata inaugurata nel 2008.